# 360 (película)
360 es una película de drama estrenada en 2011, protagonizada por Anthony Hopkins, Ben Foster, Rachel Weisz, Jude Law junto con otros actores internacionales. 
La película, dirigida por Fernando Meirelles, fue emitida por primera vez en el London Film Festival. Magnolia Pictures produjo la cinta, y esta fue estrenada al público en Estados Unidos el 3 de agosto de 2012.

## Sinopsis
360 se centra en las historias de un grupo de personas de fondos sociales diferentes a través de una red de relaciones.